# Amphiesma inas
Amphiesma inas là một loài rắn trong họ Colubridae. Loài này được Laidlaw mô tả khoa học đầu tiên năm 1901.